# François Étienne Kellermann
Pour les articles homonymes, voir Kellermann.
François Étienne Kellermann (1770-1835) est un général français du Premier Empire.
Second duc de Valmy, fils du vainqueur de Valmy, il fut pair de France sous la monarchie de Juillet.

## Biographie
Fils du maréchal d'Empire François Christophe Kellermann (1735-1820) et de Marie-Anne Barbé (sœur du marquis de Barbé-Marbois), François Étienne Kellermann naît le 4 août 1770 à Metz, une place forte française des Trois-Évêchés.

### La Révolution
Kellermann entame sa carrière militaire comme sous-lieutenant dans le régiment de hussards commandé par son père François Christophe Kellermann. Il quitta rapidement ce régiment pour suivre en 1791 le chevalier de Ternau, nommé ambassadeur aux États-Unis. Rentré en France en 1793, il se rendit auprès de son père qui allait reprendre le commandement de l'armée des Alpes et d'Italie ;  il devint son aide de camp, fit en cette qualité la campagne des Alpes, assista au siège de Lyon, et partagea la disgrâce de son père quand celui-ci fut incarcéré à la prison de l'Abbaye.
De retour à Metz auprès de son oncle François Barbé-Marbois, il fut mis lui-même en état d'arrestation pour avoir correspondu, au sujet de son père, avec la maîtresse de l'hôtel des Princes, laquelle avait eu la lâcheté de livrer sa correspondance à la police. Interrogé par Barthélémy, maire de Metz, il exposa les faits avec franchise, soutint qu'il avait toujours été animé de sentiments patriotiques et parvint à se justifier en invoquant un écrit qu'il avait publié à son retour d'Amérique, dans lequel il faisait le plus grand éloge des constitutions libres des États-Unis. Mis en liberté quelque temps après, Kellermann se rendit à Grenoble et réclama auprès des députés de la Convention Albitte, Nioche et Dubois-Crancé le commandement du bataillon des chasseurs des Hautes-Alpes dont il était titulaire. Sur leur refus, il entra comme volontaire dans le 1er régiment de hussards.

#### Aux côtés du général Bonaparte
Après l'élargissement de son père, il reprit le commandement de son bataillon qui se trouvait à cette époque à Cagliano, près du Cap Vado, non loin de Savone, et peu de temps après les fonctions d'aide-de-camp avec le grade de chef de brigade. Nommé adjudant-général chef de brigade le 25 mars 1795, il reçut l'ordre d'aller rejoindre le général en chef Napoléon Bonaparte qu'il suivit à Lodi, à Milan et à Pavie. Passé ensuite à la division du général Masséna, il fut chargé par ce général de plusieurs reconnaissances et se trouva avec lui à Bassano, à Arcole, à Rivoli et à la prise de Mantoue. Au passage du Tagliamento, en l'an V, il fut blessé de plusieurs coups de sabre dans la charge qu'il exécuta avec le général Dugua. Chargé d'aller présenter au Directoire les drapeaux conquis sur l'ennemi, il fut élevé au grade de général de brigade le 28 mai 1797 sur la demande formelle de Bonaparte. Il n'avait alors que vingt-six ans.

#### Campagnes en Italie
Kellermann commandait l'avant-garde de la division Macdonald à l'époque de l'entrée du général Mack en Italie ; et fit sous les ordres de Championnet cette campagne où 15 000 Français dispersèrent 60 000 Napolitains, appuyés d'innombrables masses d'insurgés. Placé en avant du village de Nepi le 23 frimaire de l’an VII (13 décembre 1798), il résista à la première colonne qui l'attaqua avec résolution, et n'ayant avec lui que deux bataillons, trois escadrons de chasseurs et deux pièces d'artillerie légère, il parvint à mettre en déroute 8 000 hommes. Cependant le général ennemi, déterminé à prendre sa revanche, marcha de nouveau contre Kellermann, qui avait à peine 600 hommes d'infanterie, 150 chevaux du 19e régiment de chasseurs et 2 pièces de canon. Après avoir soutenu cette attaque avec sa bravoure accoutumée, il chargea la colonne napolitaine, la mit en fuite, s'empara de ses caissons, de ses équipages, du trésor de l'armée, puis arriva sous les murs de Rome où il n'eût point hésité à pénétrer pour enlever le roi de Naples, s'il n'avait craint que les troupes du général Burkard, réunies à celles du comte Roger de Damas, émigré français, ne vinssent lui couper la retraite en se reformant derrière lui.

#### Répression de révoltes
Voulant châtier Viterbe qui s'était révoltée, il se dirigea sur cette ville, et ayant rencontré sur sa route Roger de Damas à la tête de 6 000 hommes, il le défit et l'obligea à chercher son salut dans la fuite. Privé de ces secours Viterbe se rendit, et les Français, prisonniers depuis un mois dans cette ville, furent rendus à la liberté ; Kellerman se dirigea alors vers Rome pour rejoindre l'armée qui était en marche sur Naples. Arrivé le 4 pluviôse an VII sous les murs de Naples, le général en chef chargea Kellermann de se porter du côté de la mer pour s'emparer des forts del Castel dell'Ovo et de Castel Nuovo qu'il emporta à la baïonnette. Il pénétra le premier au cœur de la ville avec un petit nombre d'hommes, s'empara du point central de résistance des Lazzaroni, dit le Luogo degli Studi, dispersa cette troupe de rebelles et s'avança vers le château Saint-Elme pour délivrer les patriotes napolitains qui s'y étaient réfugiés. Le lendemain il reçut l'ordre de descendre dans Naples pour prendre possession du château de l'Œuf, le seul lieu fortifié qui ne fût point encore occupé par les troupes françaises.

#### Bataille de Marengo
Obligé de se rendre aux bains d'Aix-en-Provence à la suite d'une violente névralgie, il y était depuis quelque temps lorsque Bonaparte aborda miraculeusement à Fréjus, de retour d'Égypte. Chargé en l'an VIII par le premier Consul d'une brigade de grosse cavalerie à l'armée d'Italie, il combattit avec elle à la bataille de Marengo, le 14 juin 1800. Il s'y fit connaître par la charge de cavalerie qu'il mena à la tête de 400 hommes et qui décida de la victoire. C'est à la suite de cette action qu'il fut nommé général de division. Après que les divisions Lannes et Victor eurent été culbutées et après la mort de Desaix qui commandait la réserve, la colonne ennemie se lança à la poursuite des troupes françaises. Kellermann, qui marchait en bataille à hauteur de l’infanterie, observait avec soin les événements. Apercevant que l’infanterie française commençait à fléchir sous le poids de l'attaque des grenadiers autrichiens, il arrêta sa ligne et la déploya habilement au grand trot avant de charger la colonne ennemie de flanc et de revers. Ses deux ou trois cents cavaliers se précipitèrent sur les grenadiers autrichiens qui venaient de faire leur décharge et passèrent au travers de la colonne avant de la couper une seconde fois en revenant sur leurs pas, y jetant la confusion. Six drapeaux et quatre pièces canons furent pris. Le général Zach fut fait prisonnier avec 2 000 hommes. Le coup fut décisif. La charge opportune de Kellermann disloqua l’avant-garde du feld-maréchal Melas et retourna le cours de la bataille.
Général de division le 17 messidor an VIII (5 juillet 1800), il reçut le 23 vendémiaire an XII la Légion d'honneur, fut chargé d'une inspection de troupes à cheval de l'armée d'Italie et reçut le commandement de la cavalerie lors de l'invasion du Hanovre.

### L'Empire

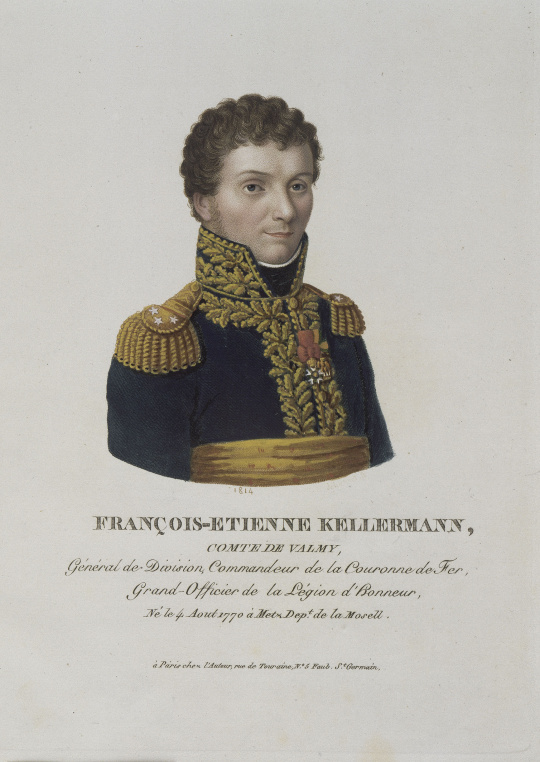
Le général Kellermann. Gravure sur bois, château de Malmaison.

En l'an XIV, il rejoignit la Grande Armée la veille de la bataille d'Austerlitz, où il commanda la cavalerie du Ier corps d'armée sous le maréchal Bernadotte. La rapidité de ses mouvements ayant attiré le régiment des uhlans du grand-duc Constantin à travers les bataillons français, ce régiment essuya de lourdes pertes sous leur feu et son commandant, le général Essen, fut mortellement frappé.

#### Sous les ordres de Junot en Espagne
Il servit en 1807 dans la péninsule Ibérique sous les ordres de Junot. Chargé du commandement d'une division de l'armée expéditionnaire de Portugal, il participa le 21 août 1808 à la bataille de Vimeiro contre les forces britannico-portugaises. C'est lui qui fut, à la suite de cette défaite, chargé par Junot de solliciter une suspension d'armes. Junot réunit tous les généraux en un conseil de guerre dans lequel la situation de l'armée française fut examinée. La décision fut prise de tenter une négociation avec les Britanniques, attendu qu'il était impossible, avec 20 000 hommes, de se maintenir dans un pays en insurrection et en présence d'une armée quadruple de celle des Français. Le général Kellermann fut désigné pour remplir cette difficile mission.
En conséquence, il se rendit le 23 août au quartier général britannique, où il fut reçu avec distinction par les généraux ennemis. Parlant couramment l'anglais et fin négociateur, il parvint à conclure avec le général Dalrymple la convention de Cintra, très favorable aux Français. Sitôt le texte ratifié, l'armée française s'embarqua le 30 septembre sur des vaisseaux britanniques avec ses armes, ses munitions, ses bagages, et rentra tout entière dans la péninsule un mois après en être sortie.

#### Kellermann remplace Bessières

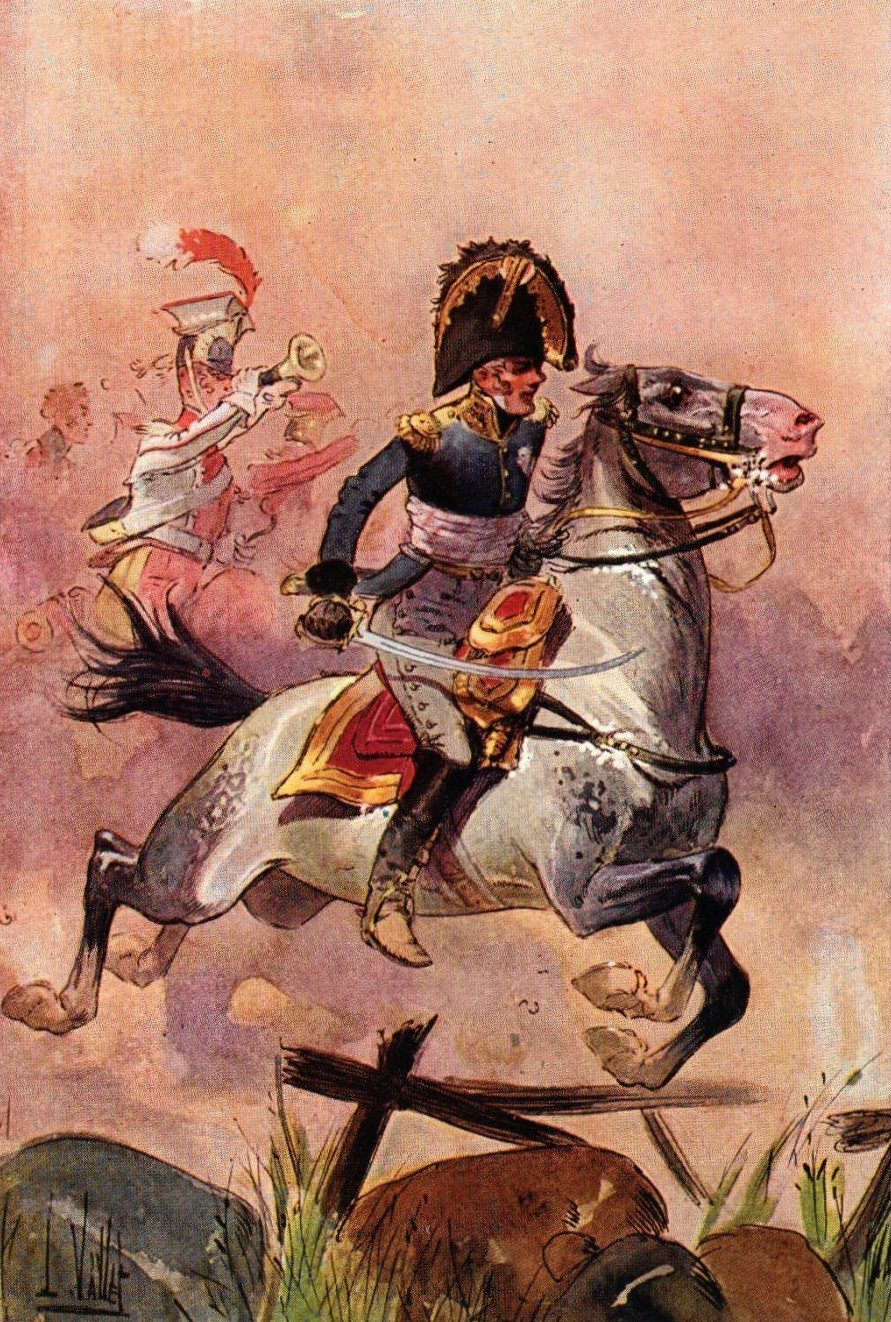
Le général Kellermann à la charge, par Louis Vallet.

En 1809, Kellermann remplaça le maréchal Bessières dans le commandement en chef de l'armée septentrionale d'Espagne et se joignit au corps du maréchal Ney en Galice, avec lequel il effectua l'invasion des Asturies. Il battit l'armée réunie par le marquis de La Romana et combattit à Alba de Tormes, où il remporta, huit jours après la bataille d'Ocaña, un avantage décisif. Le général Marchand ayant été battu par le duc del Parque, celui-ci, s'étant renforcé, s'avança sur Salamanque avec une armée de 40 000 hommes. Le général Kellermann, informé de cet événement, abandonna toutes ses positions excepté Valladolid, atteignit le 26 novembre l'avant-garde du duc del Parque à Carpio et le força à se retirer sur Salamanque. Le 28, à deux heures de l'après midi, il rattrapa l'arrière-garde du corps espagnol qui se repliait dans la direction d'Alba de Tormes, où le duc del Parque avait pris position. Au moment où les colonnes ennemies se formaient, il se précipita sur elles avec sa cavalerie, les mit en déroute, leur enleva leurs drapeaux, leur artillerie, et dispersa dans les bois et les vignes voisines ceux qu'il ne pouvait atteindre.

#### Dernières campagnes de l'Empire
Destiné à faire partie de la campagne de Russie en 1812, Kellermann fut arrêté en chemin par une maladie grave alors qu'il se rendait à la Grande Armée. En 1813, il fit la campagne de Saxe avec le corps du maréchal Ney dont il commandait l'avant-garde au combat de Rippach. À la bataille de Lützen il soutint le premier choc de l'ennemi, fut blessé et eut trois chevaux tués sous lui. À la bataille de Bautzen il emporta, à la tête de l'avant-garde de Ney, le village de Klix où il eut encore deux chevaux tués sous lui. Enfin à la bataille de Wachau, en octobre, il chargea avec la cavalerie polonaise et culbuta la division des cuirassiers du général Levachov. Entraîné par son ardeur, il tomba au milieu de trois divisions de cavalerie autrichienne de réserve, qui le prirent de flanc et, portant le désordre dans ses rangs, le forcèrent à se retirer sur les hauteurs de Wachau. Le 17 février 1814, à la bataille de Mormant, il battit les troupes du comte de Pahlen et s'empara de 11 pièces de canon, 40 caissons et 20 000 fantassins. Au combat de Saint-Dizier, il contribua à mettre en déroute les colonnes de Wintzingerode, qui perdirent beaucoup d'hommes sous les charges réitérées de la cavalerie française.

### La Restauration
Après avoir adhéré aux actes du Sénat, il fut, par ordonnance royale du 6 mai 1814, nommé membre du conseil de la guerre pour la Garde royale. Inspecteur général pour l'organisation de la cavalerie dans les places de Lunéville et Nancy le 1er juin, il reçut la croix de Saint-Louis le 2, et le 23 août de la même année, le grand cordon de la Légion d'honneur.

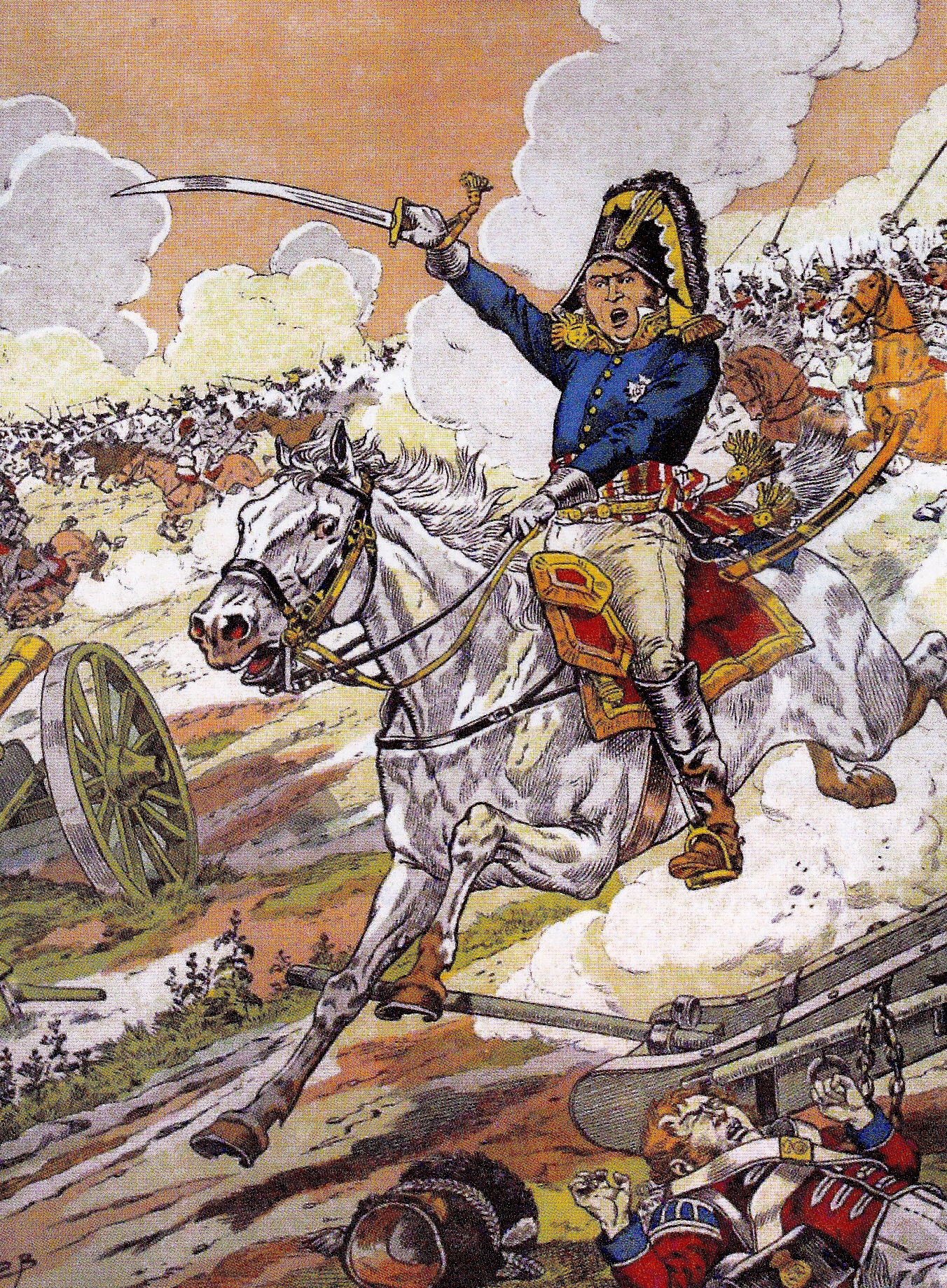
Le général Kellermann charge en tête des cuirassiers à la bataille des Quatre Bras. Illustration de Job.

Il commanda, lors du retour de l'île d'Elbe de l'Empereur, une division de cavalerie à l'armée que le duc de Berry devait opposer à Napoléon. Pendant les Cent-Jours, il se rallia à l'Empereur, qui lui confia le commandement du 3e corps de cavalerie, composé de deux divisions sous les ordres des généraux Lhéritier et Roussel d'Hurbal. Le 16 juin, le maréchal Ney engagea les troupes de Wellington à la bataille des Quatre Bras. Un peu après midi, le maréchal, sur de nouveaux ordres de l'Empereur, se mit en marche vers le carrefour des Quatre Bras avec tout son corps d'armée. Vers 14 h, les troupes françaises se lancèrent résolument dans le combat.
Ney, résolu à frapper un coup énergique, dit à Kellermann : « mon cher général, il s'agit du salut de la France. Il faut un effort extraordinaire. Prenez votre cavalerie, jetez-vous au milieu des Anglais. Écrasez-les, passez-leur sur le ventre ! ». Kellermann lui fit observer qu'il ne disposait pas d'assez de monde pour obtenir un succès décisif. Le maréchal lui ayant promis de le faire soutenir par le reste de sa cavalerie, Kellermann se plaça finalement à la tête de la brigade Guiton (8e et 11e cuirassiers), chargea en direction du carrefour et enfonça plusieurs bataillons ennemis. Toutefois, Ney n'ayant pas pris de dispositions pour appuyer cette charge, la cavalerie française ne put exploiter son avantage. Obligé de rétrograder, Kellermann tomba avec son cheval qui venait d'être blessé à mort et dut s'accrocher aux étrivières de deux de ses cuirassiers pour regagner les lignes françaises. Ayant perdu 250 tués ou blessés, les cavaliers de Kellermann se replièrent sur Frasnes, non sans avoir bousculé au passage une partie de l'infanterie française. À Waterloo, toujours sous les ordres de Ney, Kellermann tenta de modérer les ardeurs de son chef en s'opposant vainement aux charges lancées par celui-ci.
De retour à Paris, il fut chargé quelque temps après, avec les généraux Gérard et Haxo, d'apporter à Louis XVIII la soumission de l'armée de la Loire,. Après avoir hérité du titre de duc et de la pairie de son père, Kellermann mourut à Paris le 2 juin 1835, d'une affection de foie. Il fut inhumé au cimetière du Père-Lachaise (30e division),. Le nom de « F. Kellermann » est gravé sur le pilier Sud (21e colonne) de l'arc de triomphe de l'Étoile, à Paris.
Son fils, François Christophe Edmond Kellermann (1802-1868), fut diplomate et député sous le règne de Louis-Philippe Ier.

### Sources
- Alfred Barbou, Les généraux de la République, Paris, Jouvet et Cie, coll. « Bibliothèque instructive », 1882, « Kellermann », p. 118-135
- Natalia Griffon de Pleineville, « Le général Kellermann (2) », Tradition Magazine, Le Livre chez Vous, no 223,‎ juin 2003, p. 31 à 34.
- Natalia Griffon de Pleineville, « La bataille des Quatre-Bras », Traditions, Éditions du Quotidien, no 2,‎ juin 2015, p. 23 à 35.
- Olivier Lapray, « La brigade Kellermann à Marengo, 14 juin 1800 », Soldats Napoléoniens,‎ juillet 2012.
- Thierry Lentz et Denis Imhoff, La Moselle et Napoléon : étude d'un département sous le Consulat et l'Empire, Metz, Serpenoise, 1986.
- « François Étienne Kellermann », dans Charles Mullié, Biographie des célébrités militaires des armées de terre et de mer de 1789 à 1850, 1852 [détail de l’édition]
- « François Étienne Kellermann », dans Adolphe Robert et Gaston Cougny, Dictionnaire des parlementaires français, Edgar Bourloton, 1889-1891 [détail de l’édition]
- Georges Six (préf. commandant André Lasseray), Dictionnaire biographique des généraux et amiraux français de la Révolution et de l'Empire, t. 2, Paris, Georges Saffroy Éditeur, 1934 (lire en ligne).